# Закони за неутралитета
Законите за неутралитета (на английски: Neutrality Acts) са поредица от няколко закона в Съединените щати, приети между 1935 и 1939 година и отменени в голяма степен през 1941 година.
Законите са утвърдени на фона на нарастващото напрежение в международните отношения в навечерието на Втората световна война. Те отразяват засилващия се изолационизъм в Съединените щати след разочароващите резултати от Първата световна война и имат за цел да предотвратят въвличането на страната в нови военни конфликти.
В първите години на Втората световна война Законите за неутралитета ограничават възможностите на американското правителство да подпомага Съюзниците. Със зачестяването на германските нападения срещу американски кораби през ноември 1941 година много от ограниченията на законите са отменени, а няколко седмици по-късно, след Нападението над Пърл Харбър, Съединените щати се включват във Втората световна война.